# Бенито-Хуарес (Кинтана-Роо)
Бенито-Хуарес (исп. Benito Juárez) — муниципалитет в Мексике, штат Кинтана-Роо, с административным центром в городе Канкун. Численность населения, по данным переписи 2020 года, составила 911 503 человека.

## Общие сведения
Муниципалитет назван в честь президента Мексики — Бенито Хуареса.
Площадь муниципалитета равна 930,7 км², что составляет 2,1 % от площади штата, а наиболее высоко расположенное поселение Эль-Порвенир, находится на высоте 16 метров.
Он граничит с другими муниципалитетами штата Кинтана-Роо: на севере с Исла-Мухерес, на юге с Пуэрто-Морелосом, и на западе с Ласаро-Карденасом, а на востоке омывается водами Карибского моря.

## Учреждение и состав
Муниципалитет был сформирован 12 января 1975 года при создании штата Кинтана-Роо. В 2016 году от него был отделён и образован новый муниципалитет Пуэрто-Морелос.
По данным 2020 года в его состав входит 160 населённых пунктов, самые крупные из которых:
| Код INEGI                  | Населённый пункт                                                                          | Численность населения (2005 год) | Численность населения (2010 год) | Численность населения (2020 год)                |
| -------------------------- | ----------------------------------------------------------------------------------------- | -------------------------------- | -------------------------------- | ----------------------------------------------- |
| 005                        | Всего                                                                                     | 572973                           | 661176                           | 911503                                          |
| 0001                       | Канкун (исп. Cancún) 21°09′41″ с. ш. 86°49′29″ з. д. (административный центр)             | 526701                           | 628306                           | 888797                                          |
| 0002                       | Альфредо-Бонфиль (исп. Alfredo V. Bonfil) 21°05′17″ с. ш. 86°50′51″ з. д.                 | 13822                            | 14900                            | 19789                                           |
| 0531                       | Лагос-дель-Соль (исп. Lagos del Sol) 21°03′19″ с. ш. 86°51′05″ з. д.                      | —                                | 156                              | 1021                                            |
| 1156                       | Эль-Порвенир (исп. El Porvenir) 21°04′41″ с. ш. 87°00′04″ з. д.                           | 206                              | 505                              | 625                                             |
| 1140                       | Колония-Чьяпанека-XXI (исп. Colonia Chiapaneca Siglo XXI) 21°04′14″ с. ш. 87°00′17″ з. д. | 805                              | 275                              | 281                                             |
| 0024                       | Пуэрто-Морелос (исп. Puerto Morelos) 20°51′13″ с. ш. 86°53′55″ з. д.                      | 1097                             | 9188                             | переведены в новый муниципалитет Пуэрто-Морелос |
| 0003                       | Леона-Викарио (исп. Leona Vicario) 20°59′32″ с. ш. 87°12′10″ з. д.                        | 5358                             | 6517                             | переведены в новый муниципалитет Пуэрто-Морелос |
| —                          | Прочие                                                                                    | 18355                            | 1329                             | 990                                             |
| Названия на карте Генштаба |                                                                                           |                                  |                                  |                                                 |

## Экономическая деятельность
По статистическим данным 2000 года, работоспособное население занято по секторам экономики в следующих пропорциях:
- сельское хозяйство, животноводство и рыбная ловля — 1 %;
- промышленность и строительство — 16,4 %;
- торговля, сферы услуг и туризма — 80,3 %;
- безработные — 2,3 %.

## Инфраструктура
По статистическим данным 2020 года, инфраструктура развита следующим образом:
- электрификация: 98,6 %;
- водоснабжение: 92,6 %;
- водоотведение: 98,4 %.

В муниципалитете расположен крупный международный аэропорт Канкун.

## Фотографии

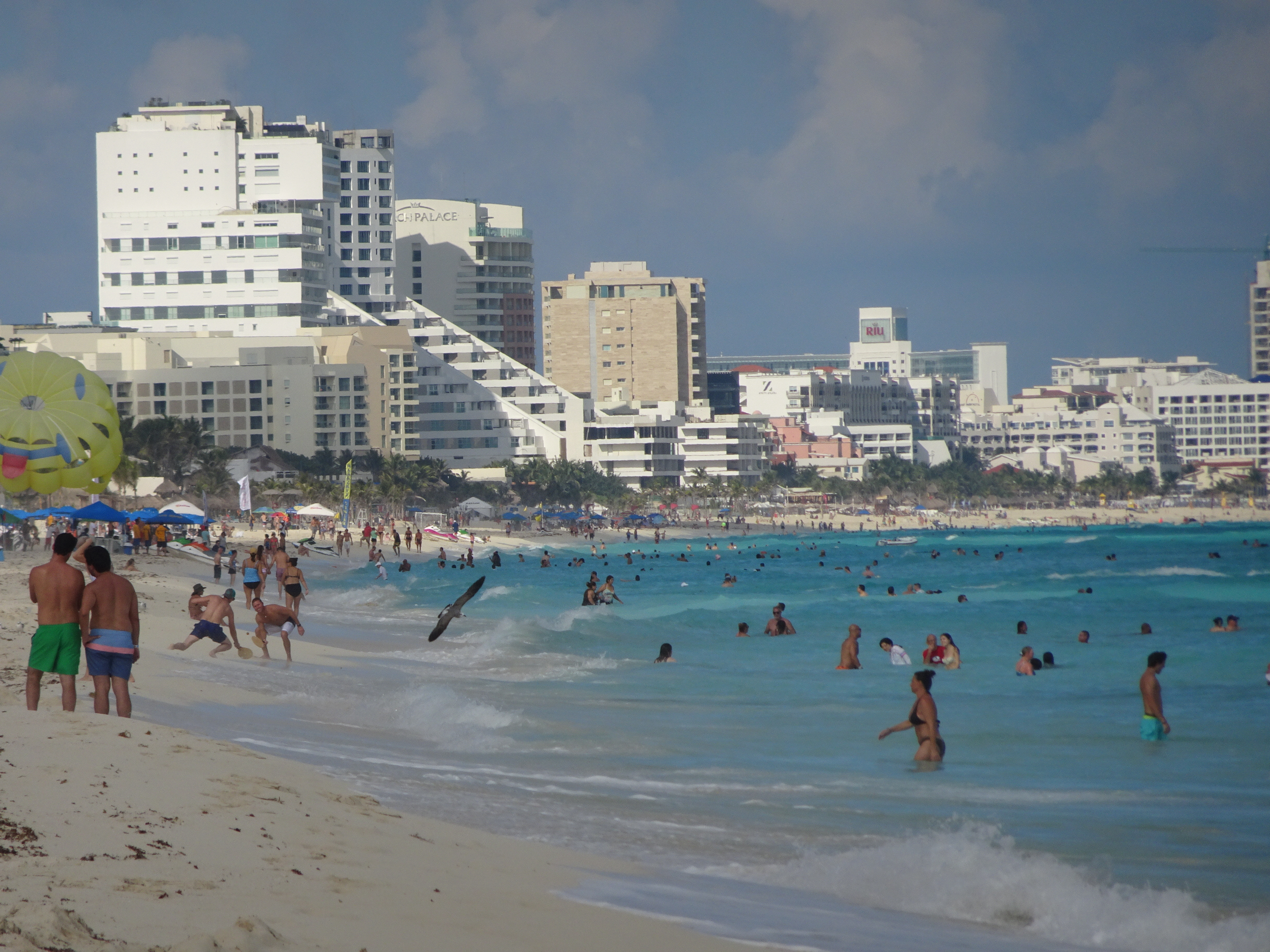
Пляжи Канкуна
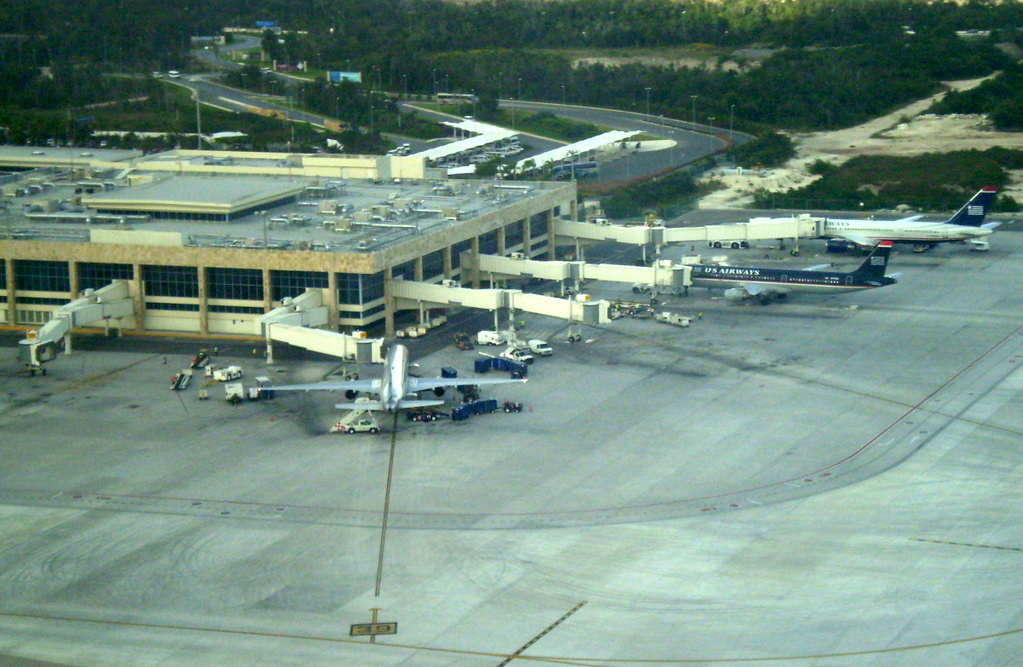
Аэропорт Канкуна
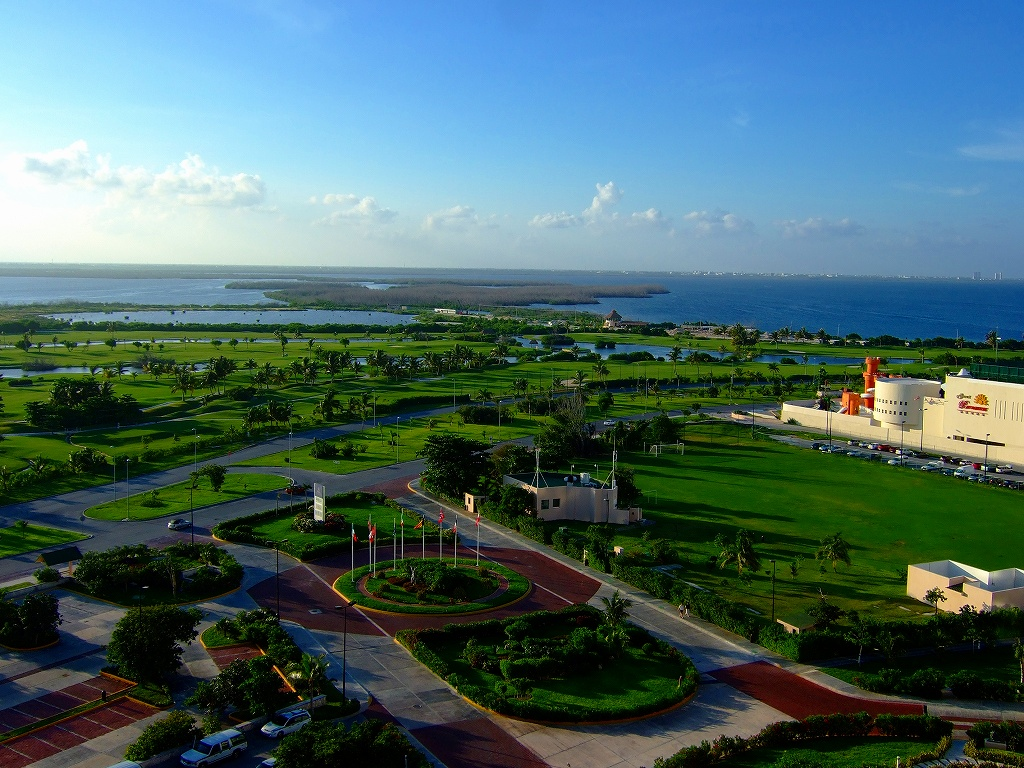
Гольф-поля на косе Сиклописта
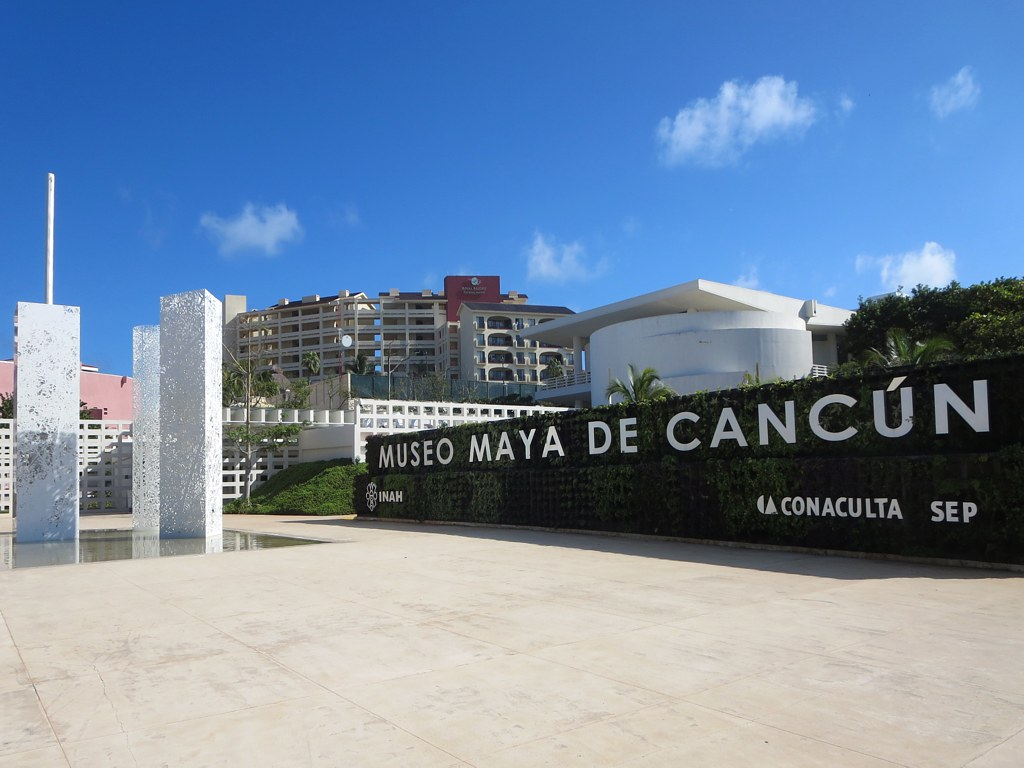
Музей майя в Канкуне